# Proales germanica
Proales germanica är en hjuldjursart som beskrevs av Tzschaschel 1979. Proales germanica ingår i släktet Proales och familjen Proalidae. Inga underarter finns listade i Catalogue of Life.